# Арая (филм, 1959)
„Арая“ (на испански: Araya) е документален филм от 1959 година, копродукция на Венецуела и Франция.

## Сюжет
Филмът е ретроспекция на живота на хората, които извличат сол от морето край полуостров Арая във Венецуела. Техният метод на работа е почти непроменен в продължение на векове и се основава на тежък физически труд, но предоставя надеждни, макар и оскъдни средства за живот на мъжете и семействата им. Построяването на завод за механичен добив на сол обаче, застрашава да унищожи традиционния източник на доходи на общността.

## В ролите
- Хосе Игнасио Кабрухас като разказвача в испаноезичната версия
- Лоран Терзиеф като разказвача във френскоезичната версия

## Номинации
- Номинация за Златна палма за най-добър филм от Международния кинофестивал в Кан, Франция през 1959 година.[1]

## Интересни факти
През 2009 година компанията Майлстоун Филмс разпространява филма за първи път в кината на Северна Америка. В същата година е реализирана и DVD версия на филма.